# 459 (số)
459 (bốn trăm năm mươi chín) là một số tự nhiên ngay sau 458 và ngay trước 460.